# Oleg Saitov
Oleg Elekpajevitj Saitov (ryska: Олег Элекпаевич Саитов), född 26 maj 1974 i Zjiguljovsk i   Sovjetunionen, är en rysk boxare. Han har studerat journalistik i Rjazan.